# Su'ao
Su'ao (en chinois : 蘇澳鎭) est un canton urbain du comté de Yilan, sur la côte nord-est de Taïwan.